# Pont de Bercy
De Pont de Bercy is een brug over de rivier de Seine in de Franse hoofdstad Parijs, gebouwd tussen 1863 en 1864.

## Geschiedenis
De Pont de Bercy is gebouwd op de plaats van een andere brug. Laatstgenoemde, een hangbrug geopend in 1832 om de veerpont te vervangen en die in eerste instantie buiten de gemeentegrenzen van Parijs lag, bleek te licht te zijn om al het verkeer dat er dagelijks overheen trok aan te kunnen. Tussen 1863 en 1864 werd deze dus vervangen door een stevigere brug van metselwerk. Om eroverheen te kunnen moest men in eerste instantie tol betalen: een sou voor voetgangers, drie sous voor een cabriolet (een koets met twee wielen voortgetrokken door één paard) en nog eens drie sous per inzittende, en vijf sous voor voertuigen op vier wielen, voortgetrokken door 2 paarden.

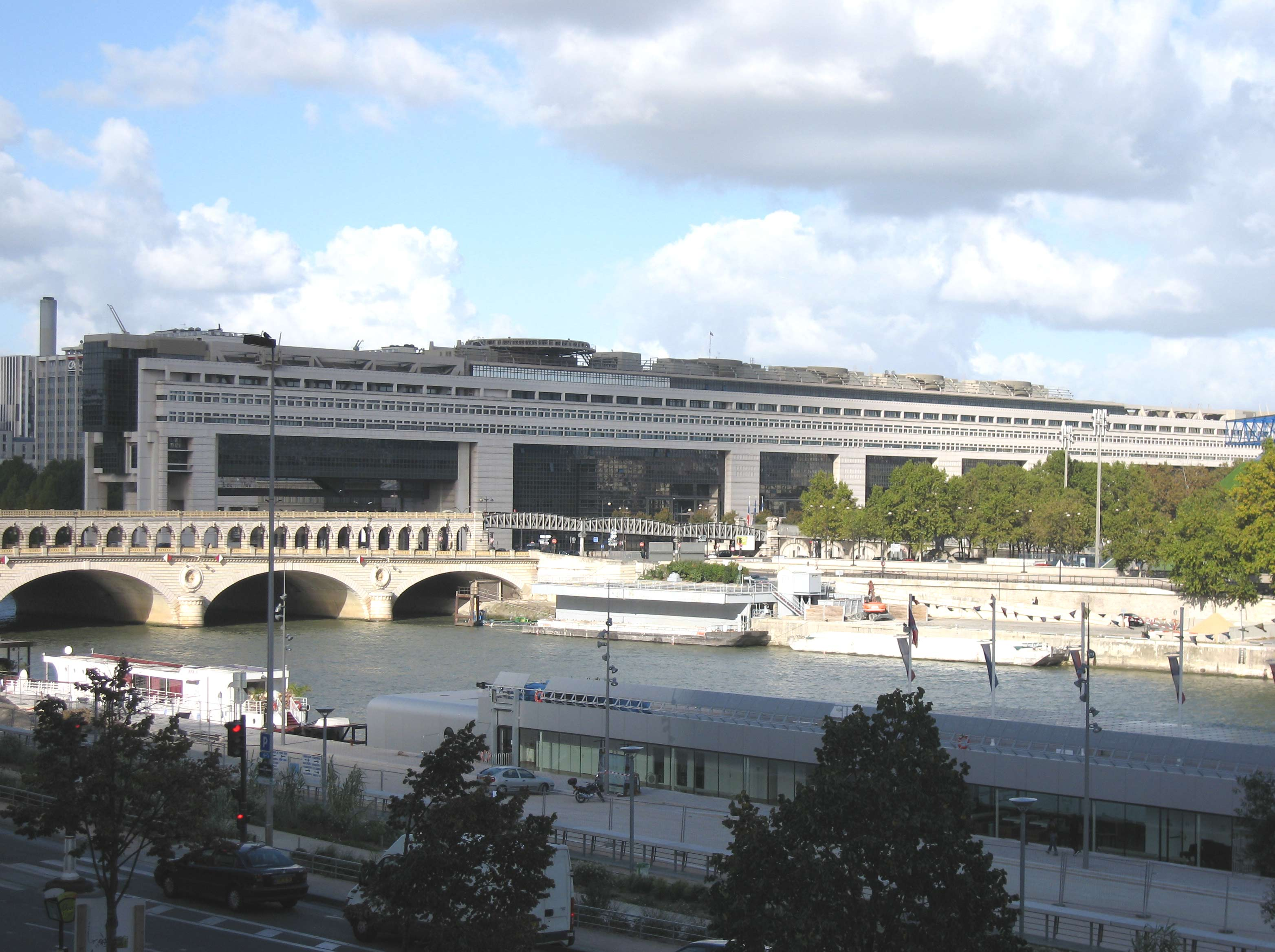
De brug naast het ministerie van Financiën

In 1904 werd de brug met 5,50 meter verbreed om er een viaduct voor lijn 6 van de Parijse metro bovenop te kunnen plaatsen.
In 1986 werd besloten om de brug opnieuw te vergroten om drie extra rijbanen aan te kunnen leggen. Het plan was om het bouwwerk te verdubbelen en de brug perfect symmetrisch te maken ten opzichte van het metroviaduct. Hoewel in elk opzicht gelijk aan het origineel, zowel wat betreft de pijlers als de bogen, is de nieuwe brug gebouwd met gewapend beton en vervolgens bedekt met steen. De bouw begon in 1989 en was voltooid in 1992, waarna de Pont de Bercy 16 meter breder was dan de oorspronkelijke 19 meter.

## Architectuur
De ingebouwde boogbrug telt meerdere traveeën en werd gebouwd tussen 1863 en 1864, verhoogd in 1904 en vergroot tussen 1989 en 1992. De brug is gemaakt van gewapend beton met daaromheen steen. Hij is 175 meter lang en in totaal 40 meter breed. De bogen zijn elk 29 meter lang.

## Locatie
De brug verbindt het 12e arrondissement met het 13e arrondissement, in het verlengde van respectievelijk de Boulevard de Bercy en de Boulevard Vincent-Auriol. De brug ligt vlakbij metrostation Quai de la Gare.

## Trivia
- Personen op de brug worden bezongen in het lied Sous le ciel de Paris, geschreven door Jean Dréjac.